# Polynemoidea incerta
Polynemoidea incerta är en stekelart som beskrevs av Girault 1938. Polynemoidea incerta ingår i släktet Polynemoidea och familjen dvärgsteklar. Inga underarter finns listade i Catalogue of Life.